# Primera categoria del Campionat de Catalunya de futbol 1900-1901
Resultats de la lliga de Primera categoria del Campionat de Catalunya de futbol 1900-1901.

## Sistema de competició
En la primera competició futbolística a Catalunya s'hi van inscriure 6 equips: Hispània Athletic Club, Foot-ball Club Barcelona, Club Espanyol de Foot-ball, Aficionats Unionistes de Foot-ball de Tarragona, Club Franco-Espanyol de Foot-ball i Societat Deportiva Santanach, segons els noms de l'època, tot i que a darrera hora es va dissoldre la Deportiva Santanach. Es disputà en forma de lligueta lligueta de 5 equips on jugaven tots contra tots a dues voltes.

## Classificació
| Pos | Equip                | PJ | PG | PE | PP | GF | GC | DG  | Pts | Classificació |      | Hispània Athletic Club | Futbol Club Barcelona | Reial Club Deportiu Espanyol de Barcelona | AUF Tarragona | Club Franco-Espanyol | SD Santanach |
| --- | -------------------- | -- | -- | -- | -- | -- | -- | --- | --- | ------------- | ---- | ---------------------- | --------------------- | ----------------------------------------- | ------------- | -------------------- | ------------ |
| 1   | Hispània AC (C)      | 8  | 7  | 1  | 0  | 39 | 2  | +37 | 15  | Campió        |      | —                      | 1–1                   | 2–0                                       | 5–0           | 14–0                 |              |
| 2   | FC Barcelona         | 8  | 6  | 1  | 1  | 51 | 4  | +47 | 13  |               |      | 1–2                    | —                     | 4–1                                       | (n/p)         | 14–0                 |              |
| 3   | Club Espanyol        | 8  | 3  | 0  | 5  | 6  | 6  | 0   | 6   |               | —    | —                      | —                     | —                                         | (n/p)         |                      |              |
| 4   | AUF Tarragona        | 8  | 2  | 0  | 6  | 0  | 30 | −30 | 4   |               | 0–5  | 0–18                   | 0–2                   | —                                         | (n/p)         |                      |              |
| 5   | Club Franco-Espanyol | 8  | 1  | 0  | 7  | 0  | 54 | −54 | 2   |               | 0–10 | 0–13                   | 0–3                   | (n/p)                                     | —             |                      |              |
| 6   | SD Santanach         | 0  | 0  | 0  | 0  | 0  | 0  | 0   | 0   | (Nota)        |      |                        |                       |                                           |               |                      | —            |

## Resultats
| Jornada | Data           | Local           |   | Visitant        |       | Resultat |       |
| ------- | -------------- | --------------- | - | --------------- | ----- | -------- | ----- |
| 1       | 20 gener 1901  | Barcelona       | - | Hispània        | 1     | -        | 2     |
| 2       | 27 gener 1901  | Franco-Espanyol | - | Hispània        | 0     | -        | 10    |
| 2       | 27 gener 1901  | Barcelona       | - | Espanyol        | 4     | -        | 1     |
| 3       | 3 febrer 1901  | Franco-Espanyol | - | Espanyol        | 0     | -        | 3     |
| 4       | 10 febrer 1901 | Tarragona       | - | Espanyol        | 0     | -        | 2     |
| 4       | 10 febrer 1901 | Franco-Espanyol | - | Barcelona       | 0     | -        | 13    |
| 5       | 17 febrer 1901 | Barcelona       | - | Tarragona       | (n/p) | (n/p)    | (n/p) |
| 6       | 24 febrer 1901 | Tarragona       | - | Hispània        | 0     | -        | 5     |
| 7       | 3 març 1901    | Hispània        | - | Franco-Espanyol | 14    | -        | 0     |
| 8       | 10 març 1901   | Hispània        | - | Espanyol        | 2     | -        | 0     |
| 9       | 17 març 1901   | Tarragona       | - | Barcelona       | 0     | -        | 18    |
| 9       | 19 març 1901   | Espanyol        | - | Franco-Espanyol | (n/p) | (n/p)    | (n/p) |
| 10      | 24 març 1901   | Hispània        | - | Tarragona       | 5     | -        | 0     |
| 10      | 24 març 1901   | Espanyol        | - | Barcelona       | —     | —        | —     |
| 11      | 25 març 1901   | Espanyol        | - | Tarragona       | —     | —        | —     |
| 12      | 31 març 1901   | Tarragona       | - | Franco-Espanyol | (n/p) | (n/p)    | (n/p) |
| 12      | 31 març 1901   | Espanyol        | - | Hispània        | —     | —        | —     |
| 13      | 7 abril 1901   | Barcelona       | - | Franco-Espanyol | 14    | -        | 0     |
| 14      | 8 abril 1901   | Franco-Espanyol | - | Tarragona       | (n/p) | (n/p)    | (n/p) |
| 15      | 14 abril 1901  | Hispània        | - | Barcelona       | 1     | -        | 1     |
|         |                |                 |   |                 |       |          |       |

Notes
- Jornada 5: el Tarragona no es presentà per malaltia d'alguns dels seus jugadors. El partit fou ajornat al 3 de març però per segon cop els tarragonins no es van presentar i els punts van ser definitivament assignats al Barcelona.[3][4]
- Jornada 9: per incompareixença del Franco-Espanyol els punts foren assignats a l'Espanyol.[5]
- Jornades 10, 11 i 12: el 21 de març l'Espanyol s'havia retirat de la competició i els punts foren assignats a Barcelona, Tarragona i Hispània, respectivament.[6][7]
- Jornada 12: per incompareixença del Franco-Espanyol els punts foren assignats al Tarragona.[8]
- Jornada 14: per incompareixença del Tarragona els punts foren assignats al Franco-Espanyol.[9]

## Golejadors
| Gols |                   |               |
| ---- | ----------------- | ------------- |
| 31   | Hans Gamper       | FC Barcelona  |
| 9    | Gustavo Green     | Hispània AC   |
| 8    | John Parsons      | FC Barcelona  |
| 7    | John Hamilton     | Hispània AC   |
| 5    | Joseph Black      | Hispània AC   |
| 5    | A. Black          | FC Barcelona  |
| 3    | Arthur Witty      | FC Barcelona  |
| 2    | Geordie Girvan    | FC Barcelona  |
| 2    | Henry Morris      | Hispània AC   |
| 2    | W. Gold           | Hispània AC   |
| 1    | Miquel Bernat     | Club Espanyol |
| 1    | Bartomeu Terrades | FC Barcelona  |
| 1    | Joaquim Sánchez   | Club Espanyol |
| 1    | Gaspar Moner      | Club Espanyol |
| 1    | Fermín Lomba      | Hispània AC   |
| 1    | David Mauchan     | FC Barcelona  |
|      | En pròpia porta   | Favorable a   |
| 1    | FC Barcelona      | Hispània AC   |
|      |                   |               |

Notes
- No hi ha dades de 12 gols marcats per l'Hispània.
- No hi ha dades dels 3 gols marcats per l'Espanyol al camp del Franco-Espanyol.